# Triatlón en los XXI Juegos Centroamericanos y del Caribe
Se detallan los resultados de las competiciones deportivas para la especialidad de Triatlón
en los XXI Juegos Centroamericanos y del Caribe.

## Triatlón
El campeón de la especialidad Triatlón fue  México.

### Medallero
Los resultados del medallero por información de la Organización de los Juegos Mayagüez 2010
fueron:

#### Medallero Total
País anfitrión en negrilla. La tabla se encuentra ordenada por la cantidad de medallas de oro.
| Núm.  | País        | Oro | Plata | Bronce | Total | Orden por Total |
| ----- | ----------- | --- | ----- | ------ | ----- | --------------- |
| 1     | México      | 5   | 1     | 0      | 6     | 1               |
| 2     | Colombia    | 0   | 2     | 1      | 3     | 2               |
| 3     | Bermudas    | 0   | 1     | 1      | 2     | 3               |
| 3     | Costa Rica  | 0   | 1     | 1      | 2     | 3               |
| 5     | Guatemala   | 0   | 0     | 1      | 1     | 5               |
| 5     | Puerto Rico | 0   | 0     | 1      | 1     | 5               |
| TOTAL | TOTAL       | 5   | 5     | 5      | 15    |                 |

Fuente: Organización de los XXI Juegos Centroamericanos y del Caribe

#### Medallero por Género
País anfitrión en negrilla. La tabla se encuentra ordenada por la cantidad de medallas de oro.
| Clasificación por Oro | País        | Hombres | Hombres | Hombres | Hombres | Mujeres | Mujeres | Mujeres | Mujeres | Mixtos | Mixtos | Mixtos | Mixtos | TOTAL | Clasificación por Total |
| Clasificación por Oro | País        |         |         |         | Total   |         |         |         | Total   |        |        |        | Total  | TOTAL | Clasificación por Total |
| 1                     | México      | 2       | 1       | 0       | 3       | 2       | 0       | 0       | 2       | 1      | 0      | 0      | 1      | 6     | 1                       |
| 2                     | Colombia    | 0       | 0       | 0       | 0       | 0       | 1       | 1       | 2       | 0      | 1      | 0      | 1      | 3     | 2                       |
| 3                     | Bermudas    | 0       | 0       | 1       | 1       | 0       | 1       | 0       | 1       | 0      | 0      | 0      | 0      | 2     | 3                       |
| 3                     | Costa Rica  | 0       | 1       | 0       | 1       | 0       | 0       | 0       | 0       | 0      | 0      | 1      | 1      | 2     | 3                       |
| 5                     | Guatemala   | 0       | 0       | 1       | 1       | 0       | 0       | 0       | 0       | 0      | 0      | 0      | 0      | 1     | 5                       |
| 5                     | Puerto Rico | 0       | 0       | 0       | 0       | 0       | 0       | 1       | 1       | 0      | 0      | 0      | 0      | 1     | 5                       |
| TOTAL                 | TOTAL       | 2       | 2       | 2       | 6       | 2       | 2       | 2       | 6       | 1      | 1      | 1      | 3      | 15    |                         |

Fuente: Organización de los XXI Juegos Centroamericanos y del Caribe

### Múltiples Ganadores
El tablero de multimedallas para la de los XXI Juegos Centroamericanos y del Caribe Mayagüez 2010 
presenta a los deportistas destacados que conquistaron más de una medalla en las competiciones de Triatlón realizadas en Mayagüez, Puerto Rico.
Fuente: 
Organización de los XXI Juegos Centroamericanos y del Caribe Mayagüez 2010. 
| Clasificación del País | Clasificación del Total | Deportista               | País       | Disciplina |   |   |   | Total |
| 1                      | 29                      | Claudia Rivas            | México     | Triatlón   | 3 | 0 | 0 | 3     |
| 1                      | 29                      | Francisco Serrano        | México     | Triatlón   | 3 | 0 | 0 | 3     |
| 3                      | 174                     | Crisanto Grajales        | México     | Triatlón   | 1 | 1 | 0 | 2     |
| 4                      | 287                     | Fiorella D'Croz Brusatin | Colombia   | Triatlón   | 0 | 2 | 1 | 3     |
| 5                      | 350                     | Leonardo Chacón          | Costa Rica | Triatlón   | 0 | 1 | 1 | 2     |